# (13109) Berzelius
(13109) Berzelius ist ein Asteroid des Hauptgürtels. Er wurde am 14. Mai 1993 vom belgischen Astronomen Eric Walter Elst am La-Silla-Observatorium (IAU-Code 809) der Europäischen Südsternwarte in Chile entdeckt.
Der Asteroid wurde am 9. April 2009 nach dem schwedischen Mediziner und Chemiker Jöns Jakob Berzelius (1779–1848) benannt, der die chemische Zeichensprache mit den Buchstaben für die chemischen Elemente einführte und ein erstes Modell zum Verständnis der Elektrolyse entwickelte.